# AHSS
AHSS steht für Advanced high-strength steel (Deutsch etwa: weiterentwickelter hochfester Stahl) und bezeichnet Stahlsorten, die eine erhöhte Festigkeit mit Kalt-Umformfähigkeit und Schweißeignung verbinden und seit Mitte des 20. Jahrhunderts zunächst als höherfeste mikrolegierte Stähle (Feinkornstähle) primär zum Einsatz in der Automobilindustrie entwickelt wurden.

Sie gehören zu den Leichtbaustählen, also höherfeste und hochfeste Stähle mit meist sehr guter Umformbarkeit und guter Schweißbarkeit.
Zu den AHSS-Stählen gehören beispielsweise Kaltarbeitsstähle (unlegierte Werkzeugstähle), Dualphasenstahl, Mehrphasenstahl, höchstfester Komplexphasenstahl und Bake-hardening-Stahl.
AHSS-Stähle zeichnen sich durch martensitische und bainitische Gefügeanteile aus, was hohe Festigkeit bei guter Formbarkeit bewirkt.
AHSS-Stähle finden als Bleche im Automobilbau Anwendung. Hier werden sie für sicherheitsrelevante Elemente zur Aufnahme von Verformungsenergie eingesetzt. Dadurch werden die Karosserien leichter und fester, was sowohl zur Gewichtseinsparung als auch zur Crashsicherheit beiträgt.

## Terminologie und Klassifizierung
Die Bezeichnung HSS ist missverständlich, da die Abkürzung HSS oder HS häufig auch für High-speed steel steht, einem legierten Schnellarbeitsstahl bzw. Werkzeugstahl, aus dem beispielsweise Spiralbohrer gefertigt werden.
Im Zusammenhang dieses Artikel steht HSS demgegenüber für High-strength steel, also hochfeste Stähle aus der Gruppe der unlegierten Stähle.
 HSS – High-strength steel
AHSS – Advanced high-strength steel
duktiler als HSS und UHSS, Festigkeit  260–900 N/mm² (MPa)
 UHSS – Ultra-high-strength steel
weniger duktil als HSS und AHSS, Festigkeit  > 550 N/mm², typisch 600–960 N/mm²
 HSLA – High-strength low-alloy steel
Hochfeste niedriglegierte (HSLA) Stähle enthalten Mikrolegierungselemente und bilden eine Untergruppe der HSS und UHSS

### 1. Generation AHSS
DP - Dual phase
CP - Complex phase
TRIP-Stahl - TRansformation-induced plasticity (dt. Umwandlungsbewirkte Plastizität)
TRIP-Stahl verfestigt sich bei Verformung.
MART - martensitisch

### 2. Generation AHSS
Die Zugfestigkeit der AHSS der 2. Generation liegt im Bereich des MART AHSS, die Bruchdehnung liegt jedoch deutlich darüber.
TWIP-Stahl  - TWinning induced plasticity (dt. etwa Zwillingsbildungsinduzierte Plastizität)
Mindeststreckgrenze Rp0.2 500–1100 N/mm², Mindestzugfestigkeit Rm 950–1350 N/mm², minimale Bruchdehnung A80 17–50 %.
AHSS der 2. Generation. Hochlegierter Stahl mit austenitischen Mikrostruktur, Austenit kann sich bei Umformung in Martensit umwandeln.
Mangangehalt meist über 12 %, Aluminiumgehalt meist über 2 %, teilweise Siliciumgehalt über 2 %, Kohlenstoffgehalt 0,6–0,8 %.
TWIP-Stahl verfestigt sich bei Verformung und eine Zwillingsbildung tritt ein.
L-IP - Lightweight steels with induced plasticity
SIP - Shear band strengthened steels

### 3. Generation AHSS
Die Zugfestigkeit der AHSS der 3. Generation liegt im gleichen Bereich, wie die der übrigen AHSS. Die Bruchdehnung liegt jedoch zwischen den AHSS der 1. und jenen der 3. Generation.
Mittelmanganstahl
Mindeststreckgrenze Rp0.2 800–1200 N/mm², Mindestzugfestigkeit Rm über 1200 N/mm², minimale Bruchdehnung A80 18–20 %.
AHSS der 3. Generation. Hochlegierter Stahl mit einer austenitisch-martensitischen oder ferritisch-martensitischen Mikrostruktur.
Mangangehalt meist über 5 %, Siliziumgehalt teilweise über 1 %.